# 프랑켄위니 (2012년 영화)
프랑켄위니(Frankenweenie)는 2012년 개봉한 미국의 애니메이션 영화이다. 1984년 개봉한 동명의 영화를 리메이크 하였다.

## 줄거리
젊은 과학자이자 아마추어 영화 제작자인 빅터 프랑켄슈타인은 부모님과 사랑하는 불 테리어 강아지 스파키와 함께 조용한 뉴 홀랜드 마을에 살고 있다. 그는 침울한 옆집 이웃 엘사 반 헬싱, 장난기 많은 에드거 "E" 고어, 순진한 밥, 거만한 토시아키, 사악한 내서, 괴짜 "이상한 소녀" 등 그의 급우들과 많이 교류하지 않는다. 아들의 고립을 걱정한 빅터의 아버지는 아들에게 야구를 시작하라고 격려한다. 빅터가 첫 경기에서 홈런을 쳤을 때, 스파키가 공을 쫓아가다 차에 치여 죽고, 빅터는 낙심한다.
새로운 과학 선생님 르지크루스키 씨가 죽은 개구리에 대한 전기 효과를 시연하는 것을 보고 영감을 받은 빅터는 스파키를 파내어 다락방에 있는 임시 실험실로 데려와 번개 볼트로 그를 되살린다. 빅터는 스파키의 부활에 기뻐하지만 그를 다락방에 숨겨둔다. 다음 날 빅터가 학교에 있는 동안 스파키는 다락방을 탈출하여 이상한 소녀의 고양이인 미스터 위스커스를 쫓고 동네를 탐험한다. 그는 에드거에게 발견되고, 에드거는 빅터를 협박하여 죽은 자를 살리는 방법을 가르쳐 달라고 한다. 둘은 함께 죽은 금붕어를 부활시키는데, 그 금붕어는 설명할 수 없이 투명해진다. 에드거는 물고기에 대해 급우들에게 자랑하지만, 회의적인 내서에게 보여주려고 할 때 물고기는 사라진다.
다가오는 과학 박람회에서 지는 것을 두려워한 토시아키와 밥은 소다 병으로 제트팩을 만들지만, 그들의 실험은 밥이 지붕에서 떨어져 팔을 부러뜨리는 것으로 끝난다. 마을 사람들은 이 사건에 대해 르지크루스키 씨를 비난하며, 그가 아이들에게 부정적인 영향을 미쳤다고 비난한다. 빅터의 부모인 수잔과 에드워드가 르지크루스키 씨에게 자신의 변호를 위해 말해달라고 요청하자, 그는 무례하고 위협적인 연설을 하여 해고당하고, 체육 선생님이 그를 대신한다. 르지크루스키 씨가 학교를 떠나기 전에 빅터는 그에게 자신의 실험 결과가 자신의 감정적 애착에 영향을 받았다는 것을 알게 된다. 에드거는 실수로 빅터가 물고기와 스파키를 되살린 역할을 토시아키, 내서, 밥에게 폭로하고, 그들에게 자신들의 부활 실험을 수행하도록 영감을 준다.
빅터의 부모는 다락방에서 스파키를 발견하고 충격을 받아 강아지는 도망친다. 빅터의 행동의 심각성에 화가 났지만, 그들과 빅터는 스파키를 찾으러 나선다. 가족이 떠나자 빅터의 급우들이 실험실을 침범하여 빅터의 부활 연구를 발견한다. 그들이 각자 실험을 수행할 때, 그들의 경쟁심은 각자의 죽은 동물들을 괴물로 만든다: 미스터 위스커스는 감전될 때 죽은 박쥐를 들고 있어 두 동물이 뱀파이어 같은 고양이로 융합된다; 에드거가 쓰레기통에서 발견한 죽은 쥐는 쥐인간으로 변한다; 내서의 미라화된 햄스터 콜로서스는 되살아난다; 토시아키의 거북이 셸리는 미라클-그로로 뒤덮여 괴수가 된다; 그리고 밥의 유통기한이 지난 씨몽키는 그렘린과 유사한 양서류 인간형으로 자란다. 괴물들은 마을 박람회에 모여 난장판을 만든다.
마을의 애완동물 묘지에서 스파키를 찾은 빅터는 괴물들의 공격을 경고받고 급우들을 돕기 위해 간다: 씨몽키들은 소금 팝콘을 먹고 폭발하고, 콜로서스는 셸리에게 밟히고, 쥐인간과 셸리는 감전된 후 원래의 죽은 형태로 돌아온다. 혼란 속에서 엘사의 애완 푸들 퍼세포니는 미스터 위스커스에게 잡혀 마을 풍차로 끌려가고, 엘사와 빅터는 뒤쫓는다. 마을 사람들은 엘사의 실종에 대해 스파키를 비난하고 스파키를 풍차로 쫓아가고, 엘사의 삼촌은 실수로 횃불로 풍차에 불을 붙인다. 빅터와 스파키는 불타는 풍차에 들어가 엘사와 퍼세포니를 구한다. 그러나 빅터는 안에 갇히게 된다. 스파키는 빅터를 구하지만, 미스터 위스커스에게 다시 안으로 끌려가고, 미스터 위스커스는 풍차가 무너지기 직전에 불타는 나무 조각에 치명적으로 찔려 스파키는 다시 죽는다.
스파키의 영웅적인 행동에 감동한 마을 사람들은 모여 차 배터리로 스파키를 되살린다. 퍼세포니는 스파키에게 달려가 코를 맞대고 불꽃을 일으킨다.